# E-Partizipation
E-Partizipation umfasst alle internetgestützten Verfahren, die eine Beteiligung von Bürgern am politischen Willensbildungsprozess ermöglichen. Es handelt sich um ein indirektdemokratisches Element der E-Democracy. Als Weiterentwicklung von klassischen Beteiligungsverfahren eröffnet E-Partizipation die Möglichkeit, dass sehr viele Teilnehmer sehr fokussierte Ergebnisse erarbeiten können. Genauso wie bei veranstaltungsorientierten Formaten entscheidet die Auswahl und Konzeption der gemeinsamen Arbeitsabläufe (collaborative workflows) über den Erfolg des Verfahrens.
Nötig wurde der Begriff der E-Partizipation, um eine Abgrenzung zum Begriff des E-Governments zu treffen. E-Government umfasst die Optimierung und Modernisierung von Verwaltungsprozessen durch Informations- und Kommunikationstechnologie – die Angebote öffentlicher Dienstleistungen werden online zugänglich gemacht. E-Government sieht den Bürger als Kunden von Regierungsdienstleistungen. Im Gegensatz dazu betont E-Partizipation die Rolle des Bürgers als mündigen Partner bei der politischen Willensbildung, als beratende Grundlage der Entscheidungsfindung der zuständigen Gremien.

## Definition
E-Partizipation (Bestandteil von E-Government) ist immer noch ein junges Forschungsfeld. Obwohl der Begriff bereits zu Anfang des 21. Jahrhunderts aufkam, findet sich noch kaum eine einheitliche Definition. In der recht weit gefassten Definition von Ann Macintosh wird E-Partizipation gesehen als „die Nutzung von Informations- und Kommunikationstechnologien, um die politische Beteiligung der Bürger zu erweitern und zu vertiefen.“
Im Zentrum von E-Partizipation steht der Austausch, also die Kommunikation zwischen Politik und Wahlvolk und die Kommunikation der Bürger untereinander. Das Internet erleichtert hier wesentlich die zweikanalige Kommunikation: Regierungen verteilen nicht nur Informationen an ihre Bürger, sondern erfragen Meinungen und Ansichten. Andersherum wenden sich Bürger mit ihren Anliegen an die Politik und erhalten Antworten. E-Partizipation betont so ausdrücklich die partnerschaftliche Beziehung zwischen Bürgern und politischen Entscheidern. Oben genannte Definition von E-Partizipation schließt dabei nicht nur top-down-gerichtete Verfahren mit ein, durch die sich Regierungen an die Wähler wenden. Vielmehr ist der Entscheidungsfindungs- und Willensbildungsprozess auch ohne direkte Beteiligung politischer Institutionen möglich, wenn Akteure des zivilgesellschaftlichen Sektors miteinander in Kontakt treten. E-Partizipation ist nah verwandt mit der Online-Deliberation und wird nicht immer klar von ihr getrennt. Die Online-Deliberation betont den Dialog von Bürgern mit Politik und Verwaltung auf Augenhöhe und sieht vor, dass Bürger-Ideen bis zur Entscheidung weiter von und mit den Bürgern beraten werden.

## Beteiligungsverfahren
Wie bei klassischen Beteiligungsverfahren ist auch bei der E-Partizipation typischerweise zwischen formellen, d. h. gesetzlich vorgeschriebenen Verfahren und informellen, also freiwilligen Verfahren zu unterscheiden.
In zunehmendem Maße werden gerade bei formellen Beteiligungsverfahren (Raumordnung, Regionalplanung, Landesplanung, Planfeststellung, Bauleitplanung etc.) internetgestützte Verfahren eingesetzt. Neben Kosteneinsparung und Verfahrensbeschleunigung wird durch internetgestützte Beteiligung vor allem den in den letzten Jahren durch das Internet erheblich veränderten Kommunikations- und Interaktionsgewohnheiten der Bevölkerung, aber auch der Behörden untereinander Rechnung getragen.
E-Partizipation bei informellen Verfahren zielt im Gegensatz zur elektronischen Abstimmung (E-Voting) nicht auf den Akt der Entscheidung, sondern auf den Prozess der Meinungsbildung ab. In repräsentativen Demokratien ist E-Partizipation als Dialog zwischen Regierung und Bürgern zu verstehen, in der sich die  Bürger freiwillig und aktiv in den Entscheidungsfindungsprozess einbringen. Die letztendliche Verantwortung für die Entscheidung verbleibt aber bei den gewählten Vertretern.
Beispiele für E-Partizipationsangebote sind:
- Mitsprachemöglichkeit bei Bauvorhaben auf der Website einer Kommune
- Diskussion von Gesetzesvorhaben auf der Website eines Parlaments
- Diskussionen über den Haushalt einer Kommune („Bürgerhaushalt“)
- Internetgestützte Befragungen zu Planungsvorhaben
- Formelle Beteiligungsverfahren zu Planungsprozessen (z. B. Bauleitplanung, Regionalplanung, Planfeststellungsverfahren)

## Tools und Methoden
Gerade im Zuge des Web 2.0 entstand eine Vielzahl an Tools, welche die soziale Vernetzung einer Vielzahl von Personen erleichtern. Diese Tools dienten als Inspirationsquelle für formelle E-Partizipations-Verfahren. Darüber hinaus werden Soziale Netzwerke und Web 2.0 Applikationen auch zum Ort informeller politischer Teilhabe.
Beteiligungs-Tools:
- Wikis
- Soziale Netzwerke
- Blogs

Mechanismen
- eVoting
- Reputation systems
- Online-Petitionen
- Transparency tools

Tracking und Analyse
- Digitaler Fußabdruck
- Data-mining
- Informationsvisualisierung
- Simulationen

## E-Partizipation in der Europäischen Union
Mit E-Partizipation ist die Hoffnung verbunden, dass sie die Beteiligung der Bürger am politischen Prozess fördert und so die Legitimation politischer Prozesse erhöht. Diesen Effekt möchte sich auch die Europäische Kommission zunutze machen, die bereits seit einigen Jahren Projekte zur elektronischen Bürgerbeteiligung fördert.
Nachdem im Jahr 2005 Frankreich und die Niederlande den Vertrag von Lissabon abgelehnt haben, ist deutlich geworden, dass es zwischen den EU-Institutionen und den EU-Bürgern an direkter Kommunikation mangelt. Entscheidungen auf EU-Ebene erscheinen vielen Bürgern nicht als genügend legitimiert und fern vom eigenen Leben. Um die Kommunikation zwischen Bürgern und EU-Institutionen zu öffnen, hat die Europäische Kommunikation den so genannten Plan D ins Leben gerufen – D steht für Diskussion, Debatte und Demokratie.
Im Zuge von Plan D förderte die Kommission zwischen 2005 und 2007 sechs Bürgerkonsultationen. Ziel der Initiativen war es, das Vertrauen der Bürger in die Europäische Union wiederherzustellen, Entscheidungswege transparenter zu machen und durch die europaübergreifende Diskussion die Entstehung einer europäischen Identität zu fördern. Im Jahr 2008 wurde Plan D fortgesetzt: Die Europäische Kommission führte einige der erfolgreichsten Plan-D-Projekte weiter und kofinanzierte eine Reihe von EU-übergreifenden und nationalen neuen Diskussions-Projekten.
Weiterhin sollte IKT dazu beitragen, den legislativen Prozess der EU für Bürger transparenter und einsichtiger zu gestalten. Zwischen 2006 und 2008 förderte die EU daher insgesamt 21 Projekte. Diese loteten zum einen Möglichkeiten aus, um Gesetzestexte leichter verständlich zu machen und in alle Sprachen der EU-Mitgliedsländer übersetzten zu können. Zum anderen suchten sie nach Wegen, die Teilhabe der Bürger am Entscheidungsprozess zu verstärken. Die Plattform MOMENTUM dient als Monitor dieser Projekte.
Zusätzlich fördert die EU die Zusammenarbeit von E-Partizipations-Akteuren. Das Pan European eParticipation Network (PEP-Net) verbindet Forscher, Praktiker, Unternehmen und Vertreter von Nichtregierungsorganisationen und aus der öffentlichen Verwaltung.
Auch im 7. Rahmenprogramm der Europäischen Union werden Projekte zur Verbesserung der E-Partizipation gefördert. Das größte davon ist das FUPOL-Projekt.